# A Sakál napja (film)
A Sakál napja (eredeti cím: The Day of the Jackal / Chacal) 1973-ban bemutatott angol–francia politikai thriller. Fred Zinnemann filmje Frederick Forsyth 1971-ben megjelent azonos című bestsellerje alapján készült, melyet magyar nyelven is többször kiadtak.

## Cselekménye
|  | Alább a cselekmény részletei következnek! |

Miután Charles de Gaulle francia elnök váratlanul kinyilvánítja az addig Franciaországhoz tartozó Algéria függetlenségét, a döntést ellenző francia katonatisztek egy része szembefordul vele, s az általuk létrehozott titkos katonai szervezet, az Organisation armée secrète (OAS) 1962-ben sikertelen merényletet kísérel meg ellene. Az összeesküvőket letartóztatják, vezetőjüket, Bastien-Thiry alezredest kivégzik. Az OAS három főre apadt vezérkara külföldre menekül, ahol újabb tervet eszelnek ki a francia elnök meggyilkolására. Elképzelésük az, hogy a merénylettel egy külföldi bérgyilkost bíznak meg, aki ismeretlen a francia hatóságok számára. Kiszemeltjük vállalja a munkát, ám szigorú feltételeket szab, fedőnévként pedig a Sakált választja. A francia hatóságok hamarosan gyanút fognak az országban elszaporodó bankrablások miatt, bár még nem tudják, hogy az OAS ezzel a módszerrel kívánja előteremteni a Sakál által meghatározott, félmillió dolláros munkadíjat. A titkosszolgálat csellel elrabolja, Olaszországból Franciaországba hurcolja és kínvallatás alá veti az OAS vezetőinek bizalmi emberét, Wolenskyt. A megkínzott férfi halála előtt kiejti a száján a „Sakál” szót. Ezen az apró nyomon indulnak el a biztonsági szervek emberei.

Lebel felügyelő szerepében Michael Lonsdale

Mivel De Gaulle nem hajlandó a tervezett merénylet miatt változtatni hivatalos programján, különbizottság jön létre az elnök védelmére és a Sakál felkutatására. A feladattal a rendőrfőnök a legjobb emberét, Lebel főfelügyelőt bízza meg. Közben a Sakál sem tétlenkedik. Hamis anyakönyvi kivonat segítségével igazolványokat szerez, útleveleket lop, elkészítteti a merénylethez szükséges speciális fegyvert, majd Franciaországba utazik a bűntény kivitelezésére. Az OAS ügynököt telepít az elnök egyik bizalmi emberének környezetébe. Rajta keresztül a Sakál idejében értesül, hogy a francia hatóságok már tudomást szereztek személyéről, ennek ellenére mégsem mond le a merénylet végrehajtásáról. Az idő vészesen fogy az elnök következő nyilvános szerepléséig, ami ráadásul a nagyszabású augusztus 25-i ünnepségek alkalmával (Párizs felszabadulásának évfordulóján) lesz. Lebel ravaszságát és a hatóságok minden intézkedését kijátszva a Sakál rendre kisiklik a számára állított csapdákból, többször személyiséget cserél, és úgy tűnik, senki sem képes megakadályozni a gyilkosságot.
Az ünnepségen De Gaulle élete csak a szerencsén múlik. Lebel főfelügyelő a helyszínen van, és egy posztoló fiatal rendőrtől kapott apró információ alapján felfedezi a merénylő jól álcázott rejtekhelyét. A rendőrrel együtt lerohanja a Sakált, aki lelövi a rendőrt, de Lebel a rendőr fegyverével végez vele.
|  | Itt a vége a cselekmény részletezésének! |

## Szereplők
| Szerep                                        | Színész              | Magyar hangja (1. szinkron) |
| --------------------------------------------- | -------------------- | --------------------------- |
| a Sakál / Paul Oliver Duggan / Peer Lundquist | Edward Fox           | Gáti Oszkár                 |
| Lebel főfelügyelő                             | Michael Lonsdale     | Haumann Péter               |
| Caron felügyelő                               | Derek Jacobi         | Galán Géza                  |
| Mallinson főfelügyelő                         | Donald Sinden        | Ungvári László              |
| Thomas felügyelő                              | Tony Britton         | Gelley Kornél               |
| Lloyd a brit Külügyből                        | Terence Alexander    | Benkő Gyula                 |
| Belügyminiszter                               | Alan Badel           | Gruber Hugó                 |
| Colbert tábornok                              | Maurice Denham       | Kenderesi Tibor             |
| Berthier rendőrfőnök                          | Timothy West         | Inke László                 |
| Rolland ezredes                               | Michel Auclair       | Láng József                 |
| St. Clair elnöki titkár                       | Barrie Ingham        | Tyll Attila                 |
| Denise                                        | Olga Georges-Picot   | Mester Edit                 |
| Madame Colette de Montpellier                 | Delphine Seyrig      | Földi Teri                  |
| Rodin ezredes (OAS)                           | Eric Porter          | Szabó Ottó                  |
| Montclair (OAS)                               | David Swift          | Horkai János                |
| Casson (OAS)                                  | Denis Carey          | Gera Zoltán                 |
| Wolenski ejtőernyős                           | Jean Martin          | (saját hangján)             |
| Kihallgatótiszt                               | Vernon Dobtcheff     | Buss Gyula                  |
| Charles de Gaulle elnök                       | Adrien Cayla-Legrand | (nem szólal meg)            |
| A hamisító                                    | Ronald Pickup        | Dunai Tamás                 |
| Gozzi fegyverkovács                           | Cyril Cusack         | Szatmári István             |
| Bastien-Thiry alezredes                       | Jean Sorel           | ?                           |
| Jules Bernard                                 | Anton Rodgers        | Konrád Antal                |
| Fiatal rendőr Párizsban                       | Philippe Léotard     | ?                           |
| Charles Harold Calthrop                       | Edward Hardwicke     | Koroknay Géza               |

## Érdekességek
- A Sakál napja volt Frederick Forsyth első megfilmesített könyve. A szerző azt nyilatkozta, hogy a Sakál alakját a hírhedt, s akkoriban még körözés alatt álló terrorista, Carlos személye ihlette.
- Az OAS (Organisation de l'Armée Secrète) az 1960-as évek hírhedt francia terrorszervezete volt: egykori katonatisztek hozták létre, akik bosszút akartak állni De Gaulle elnökön (1890–1970), mivel elismerte Algéria függetlenségét. Több merényletet kíséreltek meg ellene, a Sakáléra azonban a filmben is látható módon nem került sor. De Gaulle 1969-ben visszavonult a politikától.
- A háromszoros Oscar-díjas Fred Zinnemann (1907–1997) ezt a filmjét hét év szünet után forgatta. A rendező olyasvalakit keresett a főszerepre, aki merőben másképpen néz ki, mint amilyennek az ember egy profi bérgyilkost elképzel.
- A Sakált Michael Caine szerette volna eljátszani, Zinnemann viszont nem akart sztárt a főszerepre. Edward Foxot A közvetítő (1971) című Joseph Losey-filmben nyújtott teljesítménye alapján választotta. Évekkel később A negyedik jegyzőkönyv (1987) című Forsyth-adaptáció főszerepét Caine játszotta.
- A főszerepre Roger Moore neve is felmerült, de Zinnemann ugyanazért utasította el őt, mint Caine-t.
- A forgatás 1972. június 1-jén kezdődött Bécsben. További forgatási helyszínek voltak: Róma, Genova, Nizza, Párizs és London. A belső felvételeket a párizsi Studios de Boulogne-ban rögzítették, ahol a Gare Montparnasse-t is felépítették.
- Georges Delerue zeneszerző korábban az Egy ember az örökkévalóságnak című 1966-os filmben is együtt dolgozott a rendezővel.
- Edward Fox és Delphine Seyrig még ugyanabban az évben Joseph Losey Babaház (1973) című filmjében is együtt szerepeltek.
- Adrien Cayla-Legrand összesen 4 filmben játszotta De Gaulle szerepét: először 1966-ban, utoljára 1978-ban. A Sakál napja volt az első filmje, amelyben nevét a stáblistán is feltüntették, és ebben harmadszorra játszotta az egykori francia elnök szerepét.
- Edward Fox első leforgatott jelenete az az epizód volt, amelyben az OAS három vezetője felbéreli a Sakált. A három napig tartó forgatás eredménytelenül zárult, mert Fox túl mereven játszott. Zinnemann egy hosszabb autós túrára vitte főszereplőjét, melynek során az ominózus jelenetet is megbeszélték. A visszatérést követően a megismételt felvétel tökéletesen sikerült: Fox ráérzett a karakter stílusára.
- Az egyik jelenetben a Sakál belenéz a szálloda vendégkönyvébe, hogy megtudja Colette nevét és címét. A könyvben szereplő nevek közül három valójában a stáb néhány francia tagjáé volt: Louis Pitzele (rendezőasszisztens), René Strasser (kameraman), William Holt (díszlettervező).
- A film végkifejletében, egy közel 8 perces bravúros jelenetben nincsen semmilyen párbeszéd vagy kísérőzene, csupán különféle környezeti zajok és zörejek.
- Zinnemann világhírű westernje, a Délidő (1952) cselekményében különösen fontos motívum az idő, ám csupán 13 alkalommal látható benne órát ábrázoló közelkép, míg A Sakál napjában 31-szer.
- 1997-ben Michael Caton-Jones remake-et készített a filmből A Sakál címmel. Az eredeti történetet az amerikai nézők igényei szerint alapvetően átdolgozták. A produkció a sztárszereposztás (Bruce Willis, Richard Gere, Sidney Poitier) ellenére is zömmel kedvezőtlen kritikát kapott.

## Díjak és jelölések
Oscar-díj
- 1974, jelölés Ralph Kemplen, legjobb vágás

Golden Globe-díj
- 1974, jelölés legjobb film
- 1974, jelölés Fred Zinnemann, legjobb rendező
- 1974, jelölés Kenneth Ross, legjobb forgatókönyv

American Cinema Editors, USA
- 1974, jelölés Ralph Kemplen, legjobb vágás

BAFTA-díj
- 1974, díj Ralph Kemplen, legjobb vágás
- 1974, jelölés legjobb film
- 1974, jelölés Fred Zinnemann, legjobb rendező
- 1974, jelölés Kenneth Ross, legjobb forgatókönyv
- 1974, jelölés Michael Lonsdale, legjobb férfi epizodista
- 1974, jelölés Delphine Seyrig, legjobb női epizodista
- 1974, jelölés Nicholas Stevenson, Bob Allen, legjobb hang